# Oddsskarðgöng

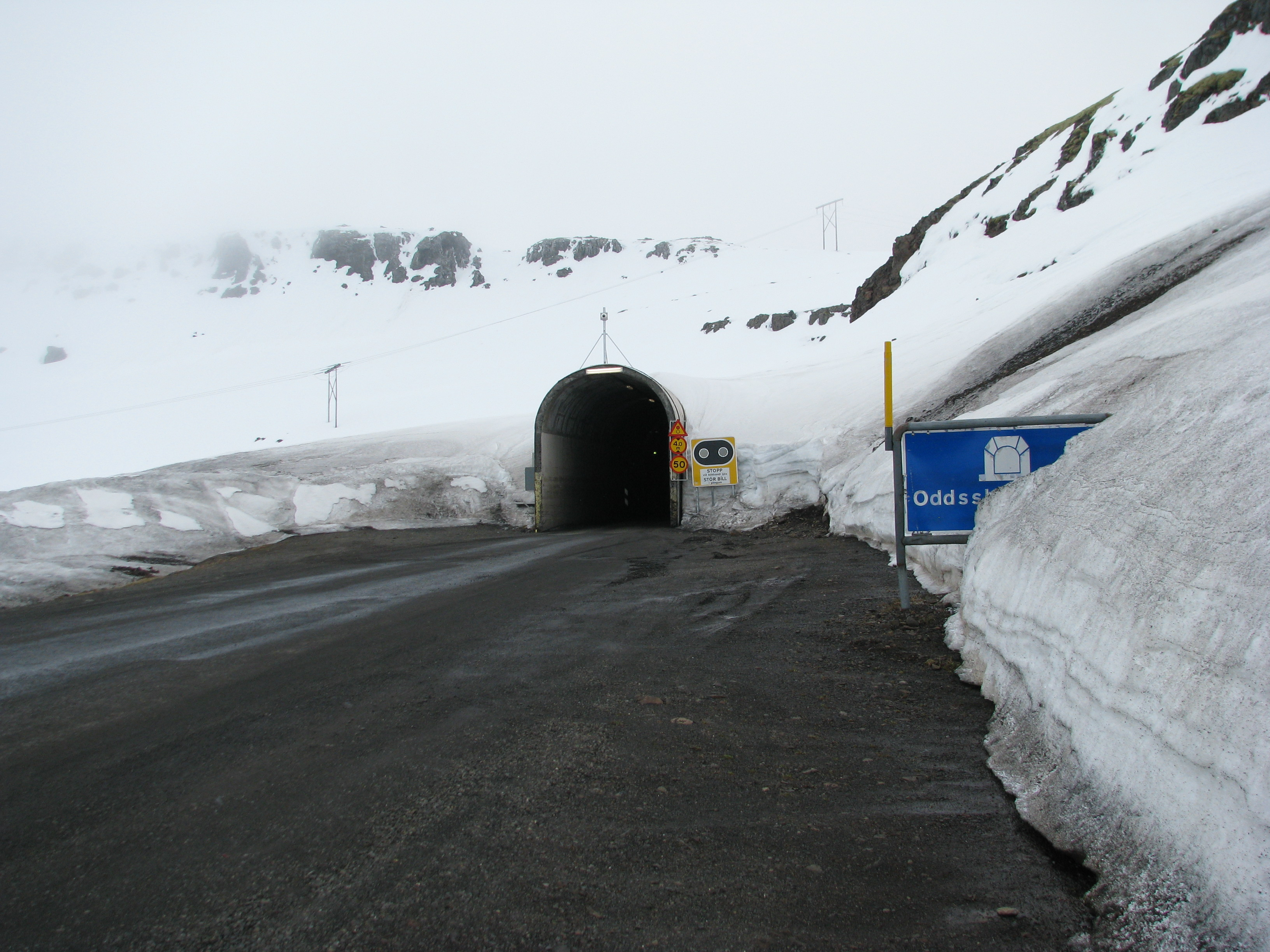
De noordelijke tunnelingang.

De Oddsskarðgöng was een 626 meter lange tunnel in IJsland.
Van Eskifjörður liep de weg door deze tunnel naar Neskaupstaður. De tunnel was spaarzaam verlicht en de weg door de claustrofobische tunnel was slechts over één rijstrook te berijden met halverwege een passeerstrook. Bij slecht weer kon de tunnel aan beide zijden afgesloten worden.
Oorspronkelijk was Neskaupstaður alleen maar goed over zee te bereiken, en in 1949 was de eerste (en nog steeds enige) weg klaar. Deze voerde over de Oddsskarð, een pas over IJslands hoogste bergen die gedurende de winter door de vele sneeuwval buitengewoon moeilijk te nemen was. Van 1974 tot 1977 is men bezig geweest om op 632 meter boven zeeniveau een tunnel door het bergmassief te graven. De Oddsskarðgöng is IJslands hoogst gelegen tunnel en was door de vele sneeuwval 's winters met enige regelmaat afgesloten. Vandaar dat men de lager gelegen nieuwe Norðfjarðargöng gegraven heeft. 
Sinds de oplevering van deze tunnel in 2017 is de Oddsskarðsgöng niet meer in gebruik.
Hoewel dit gebied in het voorjaar een populair skigebied is, dreigt er door de steile hellingen vaak gevaar voor lawines.